# Хайнрих Херц
Вижте пояснителната страница за други личности с името Херц.
Хайнрих Рудолф Херц (на немски: Heinrich Rudolf Hertz) е германски физик, експериментално доказал наличието на теоретично обоснованите от Джеймс Максуел електромагнитни вълни.

## Биография
Хайнрих Рудолф Херц е роден на 22 февруари 1857 г. в Хамбург, в проспериращо и културно ханзейско семейство. Баща му Густав Фердинанд Херц е адвокат, а в периода 1887 – 1904 г. – сенатор. Майка му Анна Елизабет Пфеферкорн (1835 – 1910) е дъщеря на армейски лекар от Франкфурт на Майн. Има трима по-малки братя и една сестра. Женен е за Елизабет Дол, с която имат две дъщери – Йохана и Матилде.
В края на 80-те години на XIX век той става вторият човек след Никола Тесла, който доказва, че електромагнитните вълни се движат със скоростта на светлината и че могат да бъдат отразявани и пречупвани.
Хайнрих Херц следва инженерство, но показва интереси и към други области, като математика и изучаване на различни езици. По предложение на Херман фон Хелмхолц той предприема последователност от експерименти, които през 1888 г. водят до потвърждаването на теорията на Максуел. Това включва доказателството за разпространението на вълни, което демонстрира чрез приемането на електромагнитно смущение, получено от искра чрез приемник, който всъщност е бил несъединен проводников контур. По време на експеримента той измерва скоростта на разпространение на смущението и открива, че тя съвпада с тази на светлината. Заключението, че самата светлина има поведение на електромагнитна вълна, е логическо допълнение на тези експерименти. На 31-годишна възраст Херц успява, където другите се провалят. Чрез експериментите си той изследва много от свойствата на електромагнитните вълни, като отражение, поляризация, периодичност, резонанс и дори използването на параболични антени. Умира само 6 години по-късно, на 36-годишна възраст. Съвременният запис на уравненията на Максуел е получен от Херц (и Хевисайд).
Хайнрих Херц е откривателят на фотоелектричния ефект. В негова чест единицата за измерване на честотата на електрическите хармонични трептения, електромагнитните вълни от всякакъв характер, акустичните и механични трептения, е наречена херц и се означава с Hz (Хц на кирилица).

## Избрана библиография
- Ueber die Induction in rotirenden Kugeln. Inaugural-Dissertation Berlin, 1880.
- Ueber die Berührung fester elastischer Körper, Journal für reine und angewandte Mathematik, Band 92, 1881, S. 156 – 171 (PDF архив)
- Die Constitution der Materie. Eine Vorlesung über die Grundlagen der Physik aus dem Jahre 1884. Herausgegeben von Albrecht Fölsing, Berlin 1999.
- Ueber sehr schnelle electrische Schwingungen. In: Annalen der Physik. Band 267, Nummer 7, 1887, S. 421 – 448. (PDF архив; 1,4 MB)
- Ueber einen Einfluss des ultravioletten Lichtes auf die electrische Entladung. In: Annalen der Physik. Band 267, Nummer 8, 1887, S. 983 – 1000.
- Ueber die Einwirkung einer geradlinigen electrischen Schwingung auf eine benachbarte Strombahn. In: Annalen der Physik. Band 270, Nummer 5, 1888, S. 155 – 170.
- Ueber die Ausbreitungsgeschwindigkeit der electrodynamischen Wirkungen. In: Annalen der Physik. Band 270, Nummer 7, 1888, S. 551 – 569.
- Ueber die Beziehungen zwischen Licht und Elektricität. Vortrag gehalten bei der 62. Versammlung deutscher Naturforscher und Ärzte in Heidelberg. Emil Strauß, 1889.
- Gesammelte Werke, Band 2: Untersuchungen über die Ausbreitung der elektrischen Kraft, Barth 1894, архив
- Die Prinzipien der Mechanik in neuem Zusammenhange dargestellt, Leipzig, 1894, архив

## За него
- Manuel Gracia Doncel, Heinrich Hertz. Spektrum der Wissenschaften, Oktober 1994, S. 88 – 96
- Hannelore Dittmar-Ilgen, 120 Jahre Radiowellen. In: Naturwissenschaftliche Rundschau. 60, Nr. 6, 2007, ISSN 0028 – 1050, S. 303 – 305
- Michael Eckert, Heinrich Hertz. Reihe Hamburger Köpfe. Ellert & Richter, Hamburg 2010, ISBN 978-3-8319-0371-9
- Albrecht Fölsing, Heinrich Hertz. Hoffmann und Campe, Hamburg 1997, ISBN 3-455-11212-9
- Hermann Gerhard Hertz, M. G. Doncel, Heinrich Hertz’s Laboratory Notes of 1887. In: Archive for History of Exact Sciences 49, 1995, S. 197 – 270
- J. F. Mulligan, Hermann Gerhard Hertz, An Unpublished Lecture by Heinrich Hertz: „On the Energy Balance of the Earth“ In: Am. J. Phys. 65, 1997, S. 36 – 45
- Max Planck, Heinrich Rudolf Hertz. Rede zu seinem Gedächtniss in der Sitzung der Physikalischen Gesellschaft zu Berlin am 16. Februar 1894. Barth, Leipzig 1894
- Stefan L. Wolff, Jüdische oder Nichtjüdische Deutsche? Vom öffentlichen Umgang mit Heinrich Hertz und seiner Familie im Nationalsozialismus. In: Ralph Burmester, Andrea Niehaus (Hrsg.): Heinrich Hertz vom Funkensprung zur Radiowelle. 2012, 38 – 57